# Leta Peer
Leta Peer (17 de abril de 1964 – 13 de febrero de 2012) fue una pintora y fotógrafa suiza. De 1984 a 1987, Peer estudió pintura en el Schule für Gestaltung Basel bajo la tutela de Franz Fedier. De 1996 a 1997 fue lector en el HISK - Instituto deBellas Artes de Antwerp, Bélgica.

## Exhibiciones (selección)
2010: Gratwanderung!, Neuer Kunstverein en Aachen

## Premioss
- 1986: Premio de la prensa en la Exposición de Bündner Kunstmuseum Chur, Suiza
- 1992: Beca de artista de Kunstkredit Basel-Stadt, Suiza
- 1993: Beca de la Cité internationale des arts en Paris
- 1994: Premio de patrocinio del Cantón de Graubünden, Suiza
- 1998: Tallerista en Brooklyn, New York, a través de la Fundación Giovannina Bazzi-Mengiardi,
- 1999: Beca de artista de Kunstkredit Basel-Stadt, Suiza
- 1999: Tallerista en Montréal, Kanada, a través de la Fundación IAAB Christoph Merian,
- 2000: Programa internacional de New York, catálogo
- 2002: Beca Pollock-Krasner, New York